# Cladanthus mixtus
Cladanthus mixtus — вид квіткових рослин родини айстрові (Asteraceae).

## Опис
Це однорічна, як правило, волохата рослина. Стебла (8)20–50(60) см, прості чи розгалужені. Має білі пелюстки з від жовтуватими до оранжевими основами. Сім'янки 1–1.5 мм. Цвіте і плодоносить з лютого по листопад.

## Поширення
Північна Африка: Алжир; Єгипет; Лівія; Марокко; Туніс. Західна Азія: Єгипет — Синай; Ізраїль; Йорданія; Ліван; Туреччина. Південна Європа: Албанія; Греція; Італія; Франція; Португалія; Гібралтар; Іспанія [вкл. Канарські острови]. Натуралізований: Сполучені Штати; Канада — Британська Колумбія; Аргентина; Чилі; Уругвай; Бельгія; Німеччина; Польща; Швейцарія; Об'єднане Королівство. Любить вологий родючий ґрунт.